# Chrcynno (gromada)
Chrcynno (do 30 XII 1961 Krzyczki) – dawna gromada, czyli najmniejsza jednostka podziału terytorialnego Polskiej Rzeczypospolitej Ludowej w latach 1954–1972.
Gromady, z gromadzkimi radami narodowymi (GRN) jako organami władzy najniższego stopnia na wsi, funkcjonowały od reformy reorganizującej administrację wiejską przeprowadzonej jesienią 1954 do momentu ich zniesienia z dniem 1 stycznia 1973, tym samym wypierając organizację gminną w latach 1954–1972.
Gromadę Chrcynno z siedzibą GRN w Chrcynnie utworzono 31 grudnia 1961 w powiecie pułtuskim w woj. warszawskim w związku z przeniesieniem siedziby GRN gromady Krzyczki z Krzyczek-Pieniążek do Chrcynna i zmianą nazwy jednostki na gromada Chrcynno; równocześnie, do nowo utworzonej gromady Chrcynno włączono obszar zniesionej gromady Żabiczyn w tymże powiecie.
Gromada przetrwała do końca 1972 roku, czyli do kolejnej reformy gminnej.